# Tonelli Sándor
Tonelli Sándor (Verőce (Magyarország), 1882. június 2. – Budapest, 1950. július 19.) magyar közgazdasági és szociális író.

## Élete
Tonelli Pál és Frankendorfer Terézia fia. Középiskolai tanulmányait a nagykőrösi református főgimnáziumban végezte 1900-ban. Ezután a Budapesti egyetem joghallgatója volt. 1908–1912 között az Országos Iparegyesület titkára volt Budapesten. 1913-1941 között a Szegedi Kereskedelmi és Iparkamara titkára, majd főtitkára (1923-tól) volt. 1941-ben nyugalomba vonult.
Házastársa Kabáth Natália volt, akit 1913. szeptember 4-én Budapesten vett nőül.
Budapesten halt meg 1950. július 19-én, hamvai 1970-ben kerültek Szegedre.

## Művei
- Jövő Magyarország (Nagykőrös, 1902)
- A londoni nemzetközi szabadkereskedelmi kongresszus (Budapest, 1908)
- Vázlatok Bosznia és Herczegovina mezőgazdasági életéből (Budapest, 1909)
- A nemzetközi levélpostai tarifák reformja (Budapest, 1910)
- Emberi miniatűrök (1925)
- Emberi problémák (1927)
- Kiss Ferenc-Tonelli Sándor-Sz. Szigethy Vilmos: Szeged. Magyar Városok Monográfiája 1.(Bp. 1927)
- Ultonia. Egy kivándorló hajó története (Budapest, 1929) Online
- A kereskedelmi politika új útjai (Szeged, 1934)
- Az emberi civilizáció kezdetei (Budapest, 1936)
- A Szegedi Kereskedelmi és Iparkamara ötvenéves története (Szeged, 1940)
- Száz év előtt (Budapest, 1942)
- Salvatorelli, Luigi: Olaszország története, Ford. (Bp. 1943)
- Nagyapáink Pest-Budája (Budapest, 1944)
- Ipari újjáépítésünk (Szerkesztette, Budapest, 1947)

## Társasági tagság
- Dugonics Társaság